# O Passageiro - Segredos de Adulto
O Passageiro - Segredos de Adulto é um filme brasileiro de 2006 dirigido por Flávio Ramos Tambellini. Foi exibido na mostra Première Brasil, no Festival do Rio 2006.

## Sinopse
Após a morte de seu pai, o banqueiro Mauro (Antônio Calloni), tudo muda na vida do jovem Antônio (Bernardo Marinho). Sua mãe, Ângela (Giulia Gam), entra em depressão e ele próprio se recrimina por uma briga que teve com o pai pouco antes do acidente fatal. Com a ajuda de Cristina (Luíza Mariani), sua amiga, Antônio começa a investigar a possibilidade de o pai não estar sozinho quando foi assassinado. É quando ele conhece Carmen (Carolina Ferraz), que lhe revela um passado até então desconhecido do seu pai.

## Elenco
- Carolina Ferraz (Carmen)
- Bernardo Marinho (Antônio)
- Antônio Calloni (Mauro)
- Giulia Gam (Ângela)
- Othon Bastos (João)
- Luana Carvalho (Adriana)
- Luíza Mariani (Cristina)
- Jonathan Haagensen (Ator de teatro)
- Sílvio Guindane